# 太宰府線
太宰府線（日语：／ Dazaifu sen */?）是一條往來於日本福岡縣筑紫野市西鐵二日市車站與同縣太宰府市太宰府車站之間的西日本鐵道（西鐵）鐵路線。
此線沿途經過不少高等學校與大學，成為了福岡都市圈中通勤和上學的鐵路線。此外，沿線附近設有太宰府天滿宮與九州國立博物館等觀光旅客眾多的景點，增加了此線的客量。

## 路線資料
- 路線距離（營業距離）：2.4公里
- 軌距：1435毫米
- 站數：3個（包括起終點站）
- 複線路段：沒有（全線單線）
- 電氣化路段：全線（直流1500V）
- 閉塞方式：自動閉塞式
- 最高速度：75公里/小時
- 運轉指令所（日语：運転指令所）：西鐵指令（日语：西鉄指令）

## 運輸情況
此線中所有列車都是普通列車。部分班次會直通至天神大牟田線往西鐵福岡（天神），直通班次只會在早上至中午時間運行，每小時開出2班。其餘太宰府與西鐵二日市的班次中，為每小時開出5班。在深夜時，會有一班特別直通班次往筑紫車站，此班次到達筑紫車站後，會進入車廠。
在12月31日晚上至1月1日的凌晨，天神大牟田線會實施通宵服務，到太宰府天滿宮的人次很多。所以在1月1日至3日，會加設臨時急行「初詣號」運行福岡（天神） - 太宰府之間。在1997年9月27日的時間表改正中，此急行班次在1小時有4本，在第二年列車會在西鐵小郡車站停站後才會折返往太宰府車站。

## 历史
在1902年（明治35年）5月15日，太宰府馬車鐵道建設此路線，路線是來往第一代九州鐵道的二日市車站與太宰府之間，軌距為914mm的馬車鐵道。之後，便按第二代九州鐵道（現時西鐵天神大牟田線的前身）的標準，改為一條使用蒸氣機車行駛的鐵路線。在1927年（昭和2年），太宰府與二日市（現時為西鐵二日市車站）之間的路軌改為1435mm的標準鐵軌，同時電氣化，成為九州鐵道的支線。而餘下的二日市與二日市車站前之間的軌道還是使用914mm軌距，使用蒸氣機車行駛，直至1929年（昭和4年）該線停用。
1934年（昭和9年）鐵路線成為九州鐵路的路線。

### 年表
- 1901年（明治34年）4月25日 太宰府馬車鐵道開始建造太宰府町與二日市町二日市之間軌道路線。
- 1902年（明治35年）
  - 5月1日 太宰府馬車鐵道太宰府與二日市車站前（湯町口）之間啟用。
  - 5月15日 設立太宰府馬車鐵道會社。
- 1907年（明治40年）7月17日 太宰府馬車鐵道改名為太宰府軌道。
- 1913年（大正2年）1月20日 由馬車改用為使用蒸氣機車行駛的鐵路線。
- 1927年（昭和2年）9月24日 太宰府與二日市（現時為西鐵二日市）之間的路軌改為1435mm的標準鐵軌，同時電氣化。
- 1929年（昭和4年）9月5日 二日市與二日市車站前（湯町口）之間停用。
- 1934年（昭和9年）6月30日 九州鐵道與太宰府軌道合併。名為太宰府線。
- 1938年（昭和13年）12月1日 太宰府與二日市之間由軌道法改為按地方鐵道法的準則運行。
- 1942年（昭和17年）
  - 9月19日 九州電氣軌道與九州鐵道合併。
  - 9月22日 九州電氣軌道改名為西日本鐵道，名為太宰府線。
- 2006年（平成18年）10月31日 西鐵二日市車站東口車站前計畫道路（縣道581號）榎社（太宰府市）開通。平交道成為只讓行人使用，除去西鐵太宰府線的平交道。
- 2008年（平成20年）5月18日 智能卡nimoca開始在此線使用。。

## 車站列表
- 全線所有車站都位於福岡縣內
- 全線單線、可進行列車交會

| 車站編號 | 中文站名   | 日文站名 | 英文站名 | 站間距離 | 營業距離 | 接續路線                   | 所在地   |
| -------- | ---------- | -------- | -------- | -------- | -------- | -------------------------- | -------- |
| T13      | 西鐵二日市 |          |          | -        | 0.0      | 西日本鐵道：T 天神大牟田線 | 筑紫野市 |
| D01      | 西鐵五條   |          |          | 1.4      | 1.4      |                            | 太宰府市 |
| D02      | 太宰府     |          |          | 1.0      | 2.4      |                            | 太宰府市 |

## 外部連結
- 西日本鐵道（页面存档备份，存于）
  - 西鐵太宰府線（页面存档备份，存于）